# Alfred Grévin
Alfred Grévin (Épineuil, 28 gennaio 1827 – Saint-Mandé, 5 maggio 1892) è stato un disegnatore e scultore francese.

## Biografia
Nacque nel quartiere centrale di Épineuil nel 1827.
Studiò scienze naturali e disegno al collegio di Tonnerre.
Il suo primo lavoro fu come apprendista disegnatore per conto della compagnia ferroviaria Chemins de fer de Paris à Lyon et à la Méditerranée.
Nel 1853 si trasferì a Parigi dove grazie ad una brillante carriera riscosse grande popolarità e grandi consensi come caricaturista e autore di piccanti e spiritose vignette, incentrate su tematiche popolari, amorose e galanti.

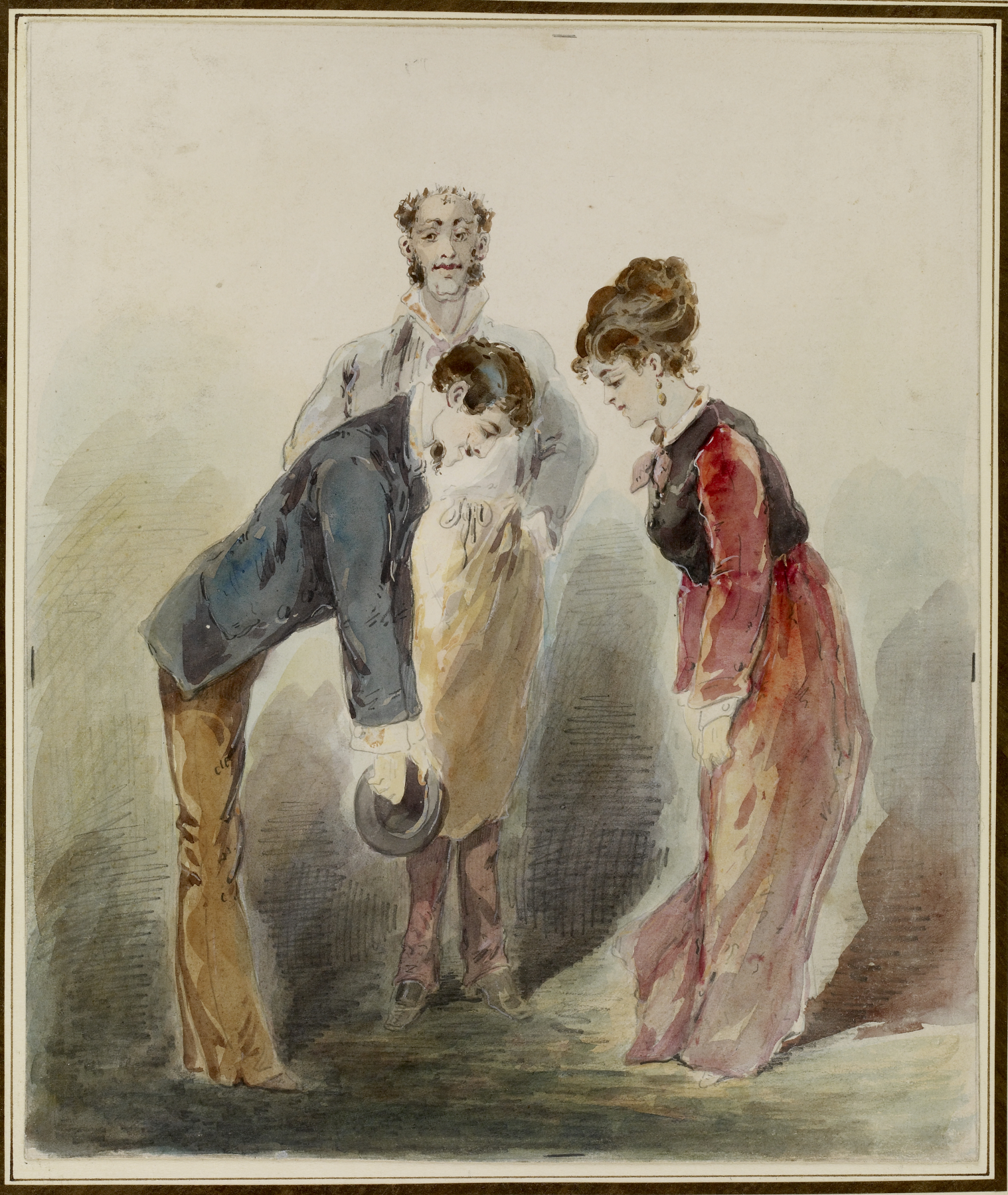
Uomo e donna, 24.13 x 20.32 cm. Walters Art Museum

Collaborò con svariate riviste e periodici, quali il Journal Amusant, il Petit Journal pour rìre, la Le Gaulois e lo Charivari.

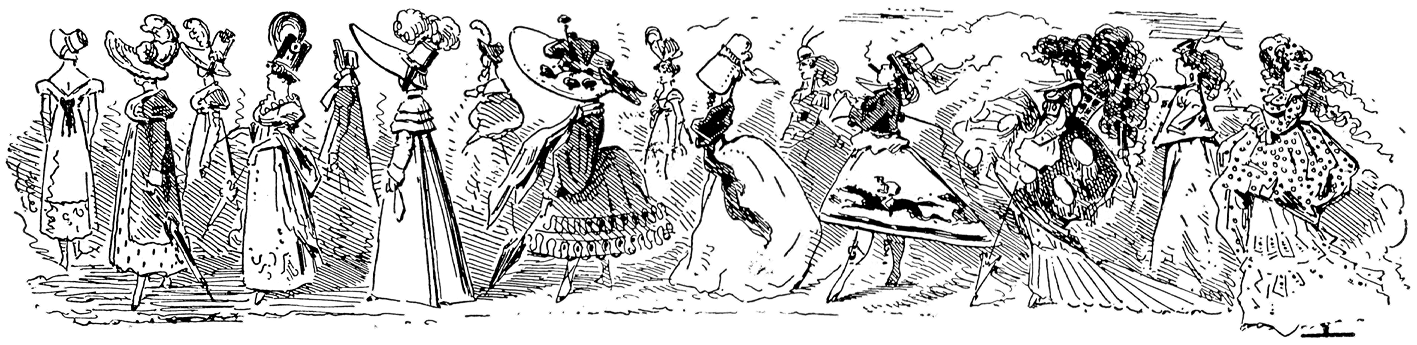
Caricatura del 1870 di Grévin nella quale sembrerebbe esprimere il suo punto di vista sulla progressiva caduta dei costumi delle donne nel corso dell'Ottocento.

Svolse innumerevoli attività tra le quali si distinse come ideatore di costumi teatrali, come quei ottocentosettantacinque costumi realizzati nel 1875 per l'opera di Jacques Offenbach intitolata Le voyage dans la lune, oppure per quelli dell'opera La fille de Madame Angot di Charles Lecocq.
Fu il fondatore, assieme a Adrien Huart, dell'Almanach des Parisiens e nel 1882 del primo Museo delle cere della storia che è intitolato con il suo nome.
Grévin trascorse gli ultimi due anni di vita in gravi condizioni di salute, e fu stroncato da un colpo apoplettico nel 1892.